# ヨーロッパの地理

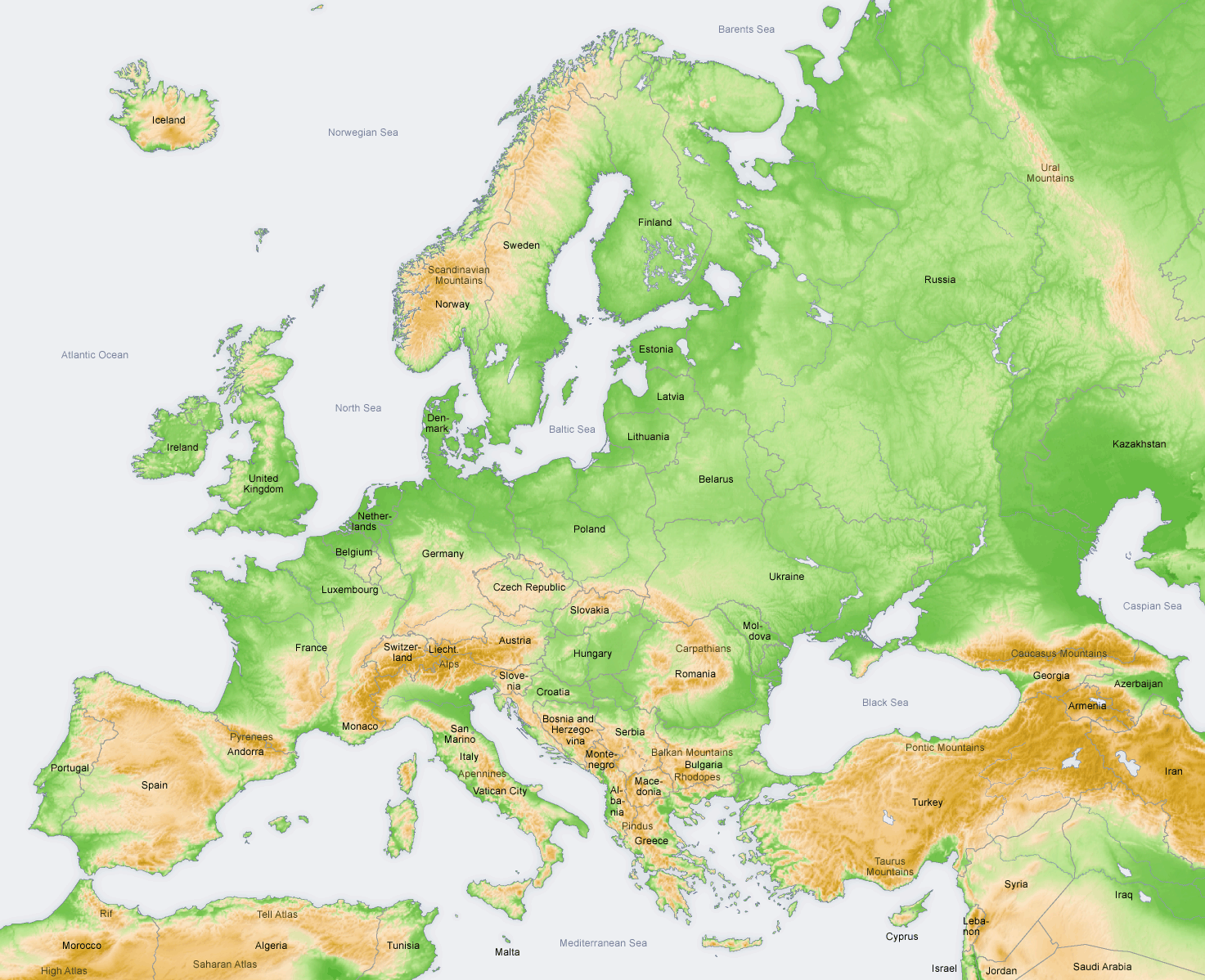
ヨーロッパの地形と国境。

ヨーロッパの地理 (ヨーロッパのちり、英: Geography of Europe) では、ヨーロッパの地理について記述する。ヨーロッパは6大州の一つであり、ユーラシア大陸の五分の一を占める。特に英語圏では独立した大陸とすることもあるが、自然地理学的にはユーラシア大陸 (またはアフロ・ユーラシア大陸) から北西に突き出た半島である。

## ヨーロッパの定義と区分

### 定義

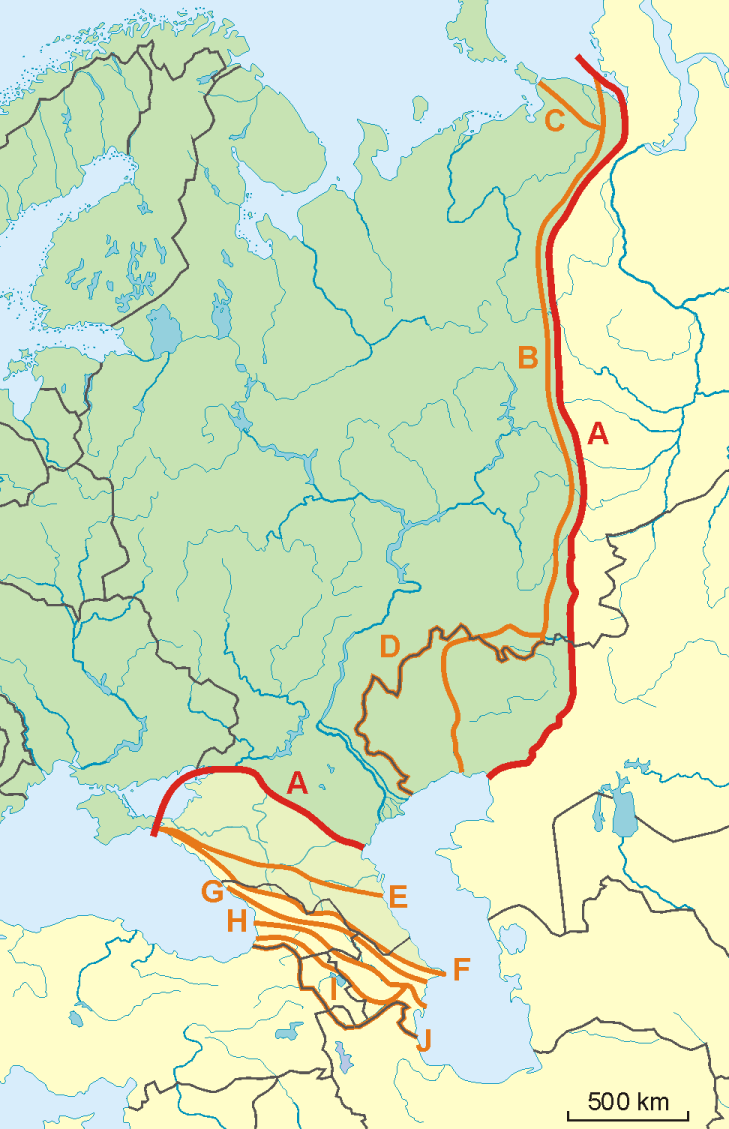
ウラル-コーカサスの境界線。赤線Aは国際地理学連合による定義。

アジアとヨーロッパの境界ははっきりしていないが、ウラル山脈-ウラル川 -カスピ海-コーカサス山脈-黒海-ボスポラス海峡-ダーダネルス海峡とすることが多い。しかし、国際連合の定義によると、ロシアが全て東ヨーロッパに含まれている。また、トルコやキプロスをヨーロッパに含めることもある。後者は欧州連合の一員でもあり、前者も加盟候補国となっている。外務省はコーカサス諸国や中央アジアまでヨーロッパとしている。地政学的には欧州連合のことを指すこともあり、境界線だけでなく定義にもばらつきがある。そのため、ヨーロッパの端やヨーロッパの地理的中心地は議論がある。

### 区分
ヨーロッパ内の区分についてもばらつきがあり、大きく分けて西欧、東欧、地中海に分けられる。さらに細分化され様々な区域分けが存在する。

国際連合による分類

#### 国際連合による分類

The World Factbookによる分類

## 半島
ヨーロッパ全体を半島とすれば、それに含まれる半島は「半島の半島」とすることもできる。約8,000年前まではグレートブリテン島及びアイルランド島も半島であった。

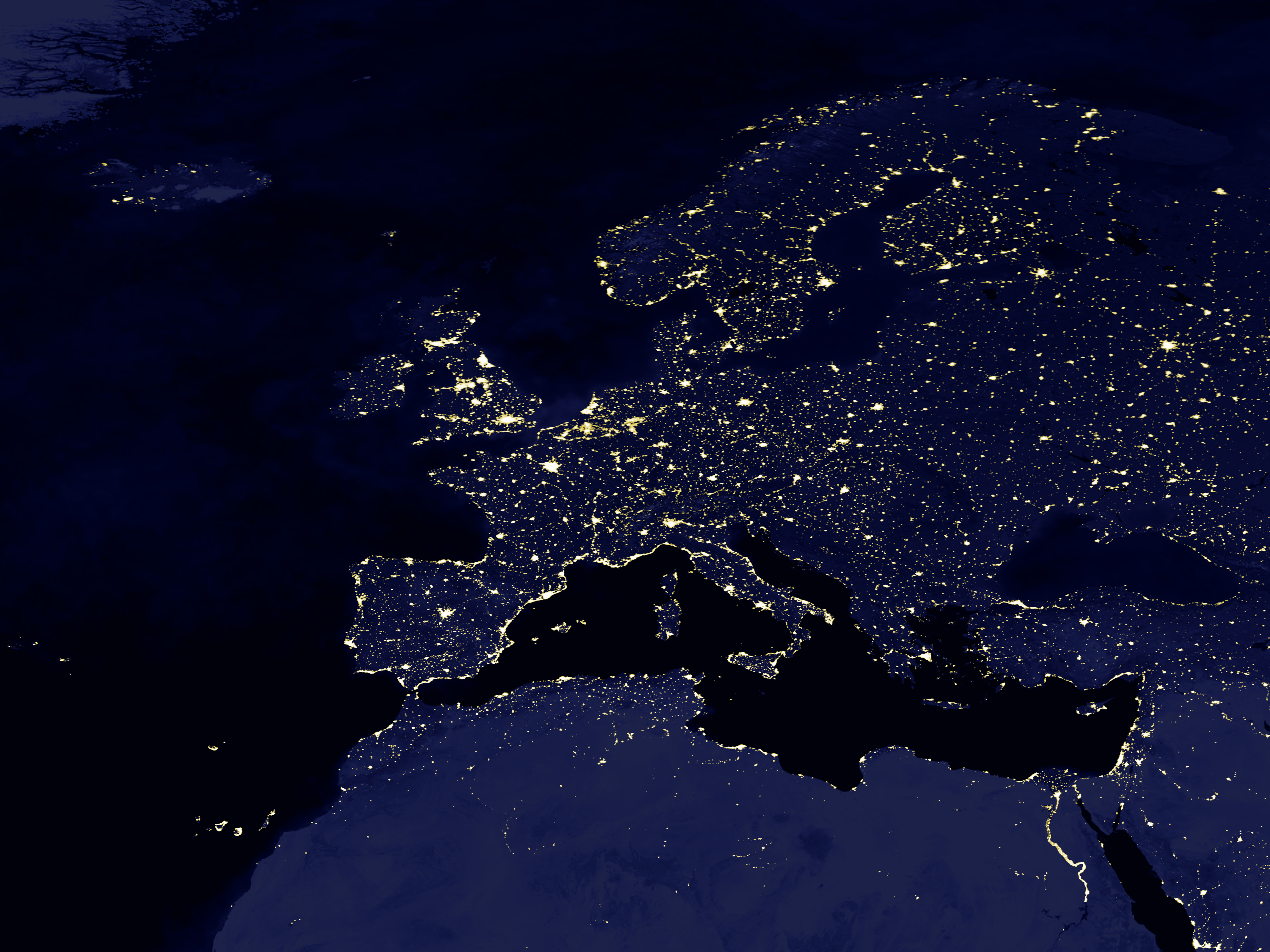
夜のヨーロッパの衛星写真

### 主な半島
- バルカン半島
- ペロポネソス半島
- イストリア半島
- ブルターニュ半島
- コタンタン半島
- イベリア半島
- イタリア半島
- クリミア半島
- ユトランド半島
- スカンジナビア半島
- コラ半島

## 島嶼
大きい島は主に北極圏、地中海、北西部にある。人口・面積ともに最大はグレートブリテン島で、島国はアイスランド、イギリス、アイルランド、キプロス、マルタがある。

### 主な島
- グレートブリテン島
- アイルランド島
- アイスランド島
- セヴェルヌイ島 (ノヴァヤゼムリャ北)
- ユージヌィ島 (ノヴァヤゼムリャ南)
- スピッツベルゲン島 (スヴァールバル諸島)
- シェラン島
- ゴトランド島

#### 地中海
- シチリア島
- サルデーニャ島
- コルシカ島
- マリョルカ島
- クレタ島
- キプロス島

## 山脈と山

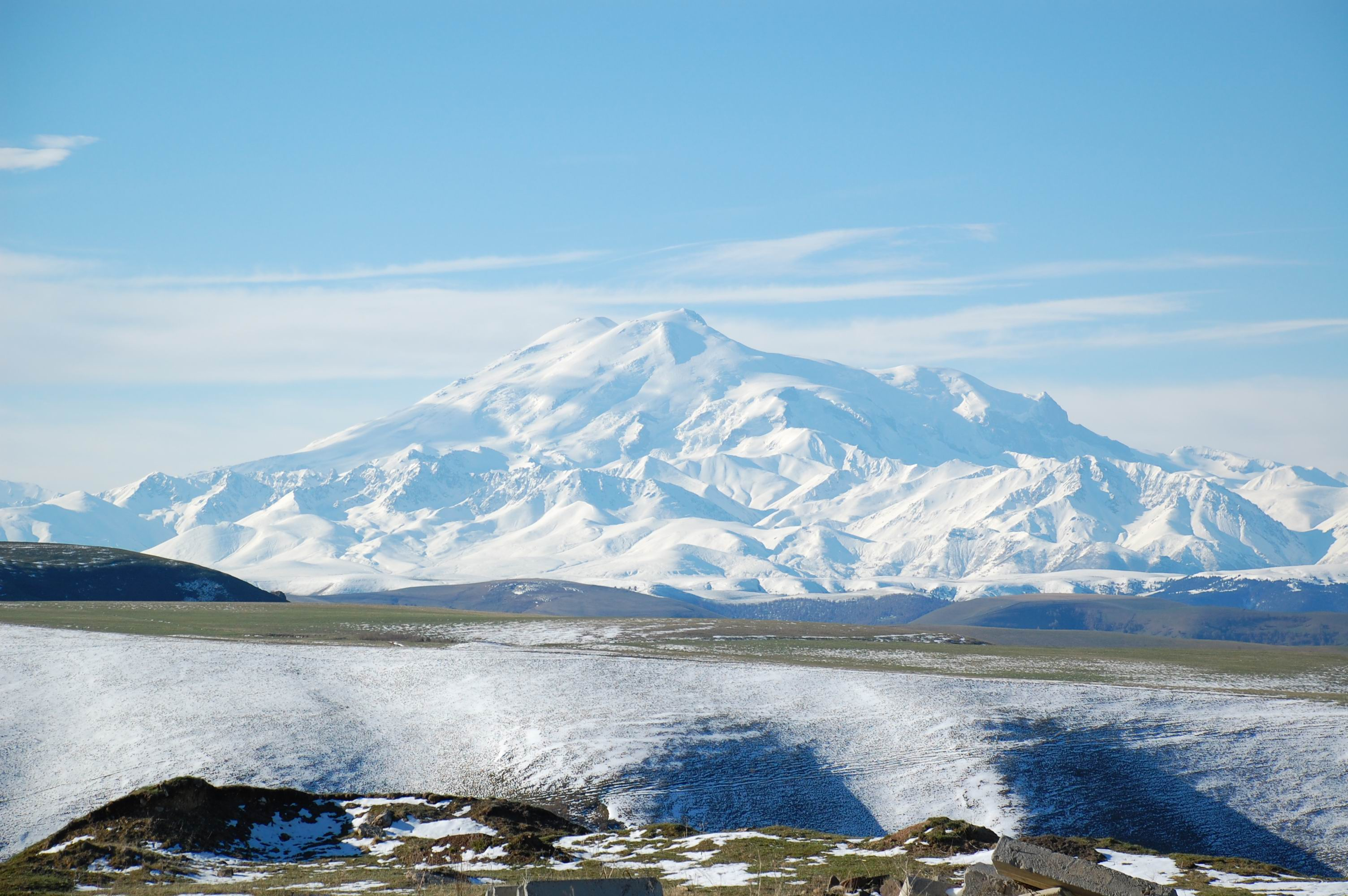
エルブルス山

最高峰はエルブルス山 (5642m、ロシア) だが、コーカサス山脈をふくめない場合モンブラン (4810m、イタリア、フランス) となる。 

### 主な山脈
- アルプス山脈
- ピレネー山脈
- アペニン山脈
- ウラル山脈
- コーカサス山脈
- カルパティア山脈
- シエラネバダ山脈
- スカンジナヴィア山脈
- バルカン山脈
- ピンドス山脈
- ディナル・アルプス山脈

## 河川
ヨーロッパは他大陸と比べ小さいため河川が比較的短い。アルプス山脈より北側は北ヨーロッパ平野のような広い平野があり、川が緩やかである。水量の変化が少なく、分水嶺が低い事もあり水運が発達しやすい。例えばライン川は中部に巨大な内陸港であるデュースブルク港のほか、さらに上るとスイスのバーゼルがある。ここまで3,000トン級の船の往来ができる。西欧はケルンやロンドンのように港湾都市が河川流域に発達した。一方で地中海に注ぐヨーロッパの河川は源流となる山脈が海に近いため短い。そのため水運に不向きで地中海の沿岸部に港湾都市が発達し古くから交易がおこなわれてきた。

### おもな河川

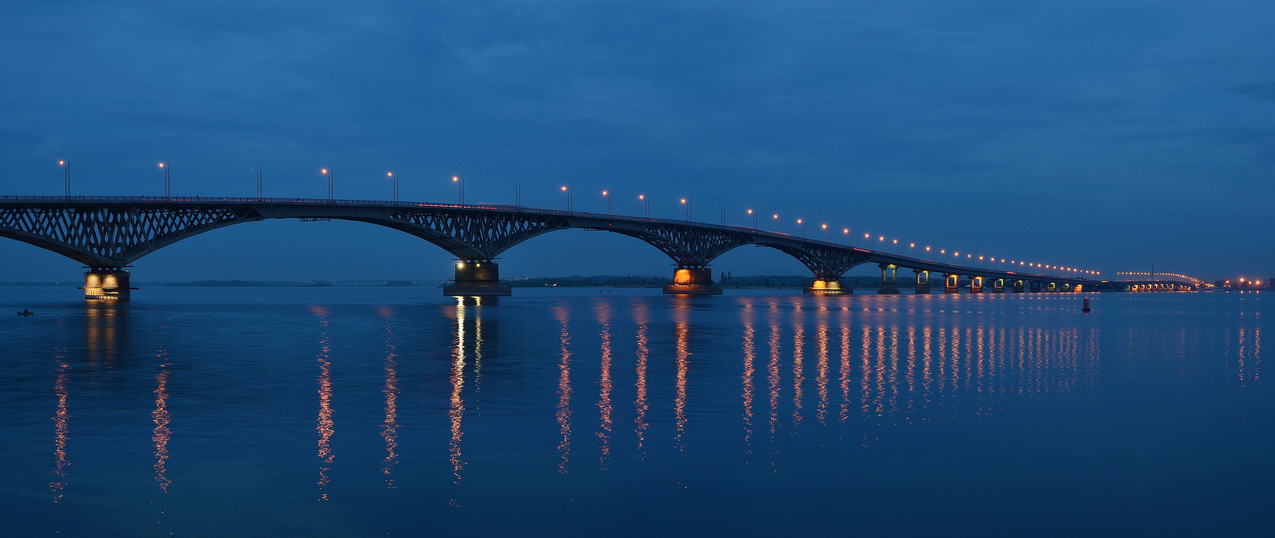
ヴォルガ川

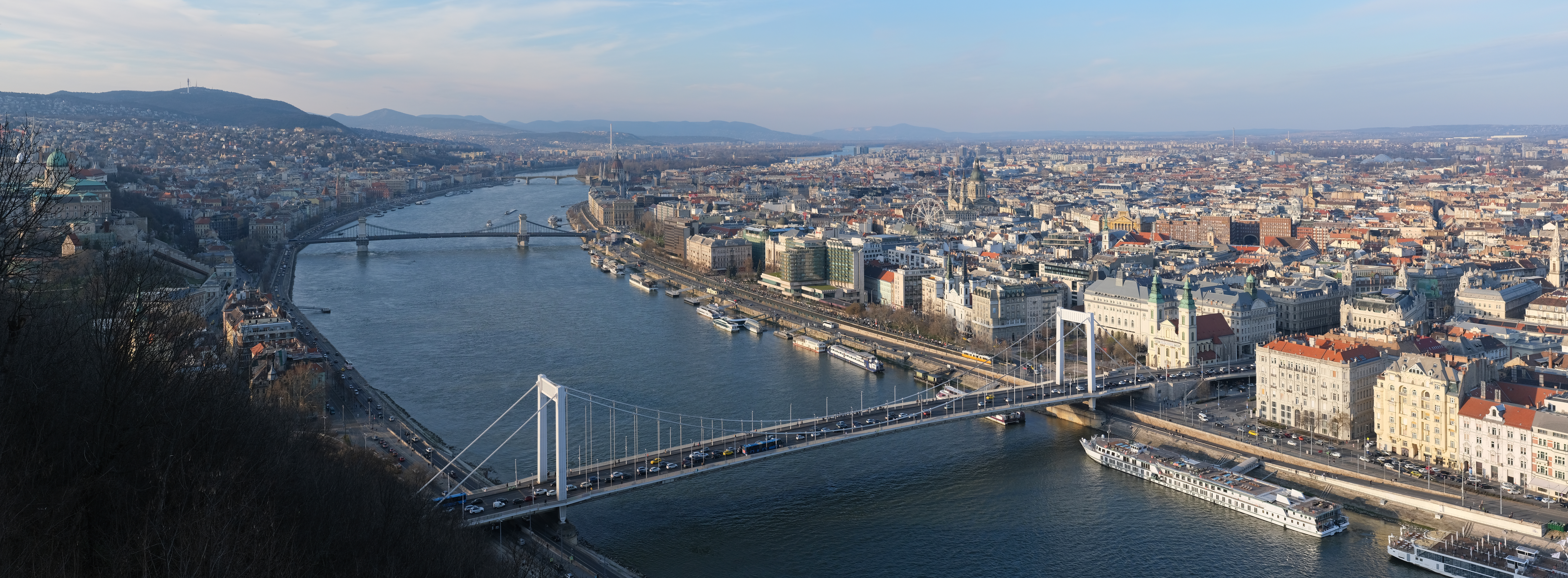
ブダペストを流れるドナウ川

- ヴォルガ川
- ドン川
- ウラル川
- ペチョラ川
- ドニエプル川
- ドニエストル川
- プルト川ブダペストを流れるドナウ川

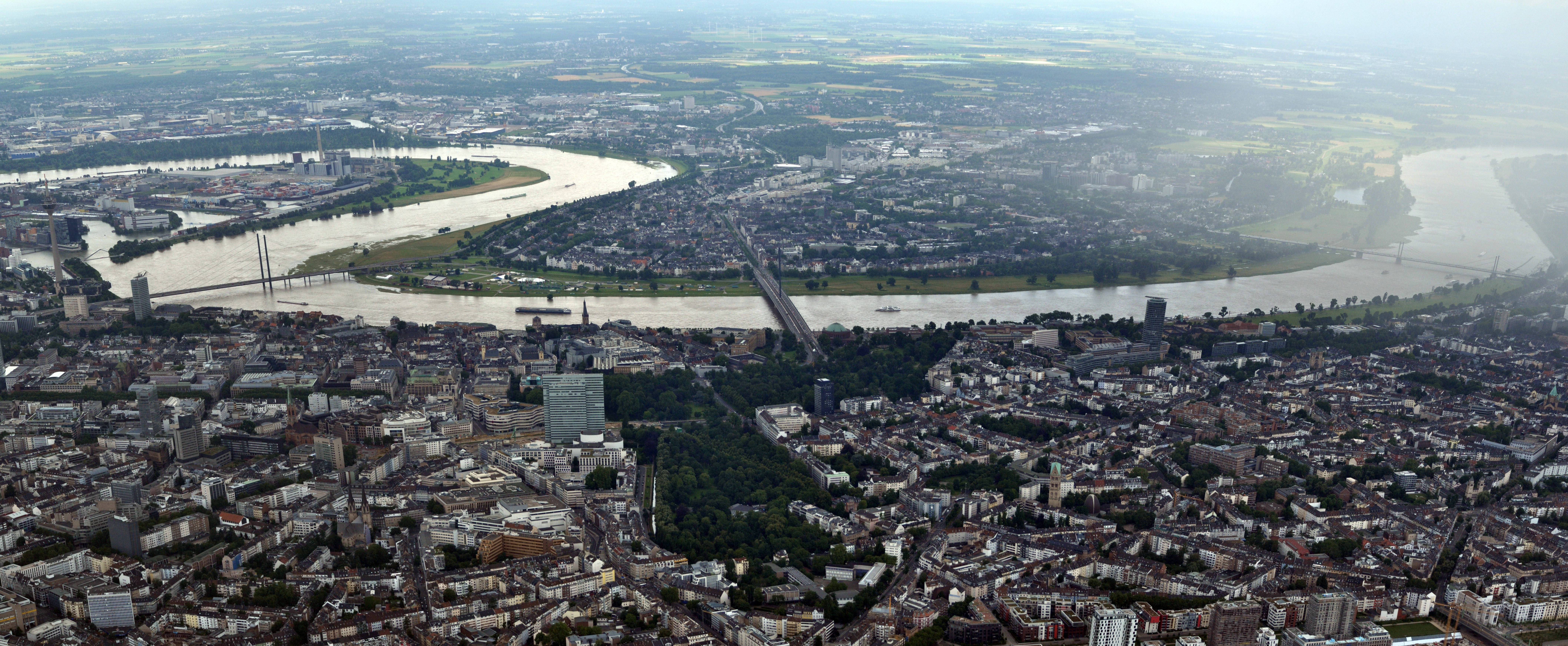
デュッセルドルフを流れるライン川

- ドナウ川
- オーデル川
- ライン川
- エルベ川
- ヴィスワ川
- メーメル川デュッセルドルフを流れるライン川
- テージョ川
- ダウガヴァ川
- ロワール川
- オーデル川
- ローヌ川
- エブロ川
- ドウロ川
- マース川
- テムズ川
- セーヌ川

## 平野
ヨーロッパのうち、平野が多いのは東欧であり、広大な東ヨーロッパ平原が広がる。西へはフランスのボースへと広がり、ヨーロッパ平原という巨大な平原とも考えることができる。巨大な平原地帯は大量の作物を作れるメリットがあるが、遮るものが川などしかなく平地が続き占領されやすいデメリットがある。地中海沿岸は広い平野が少ない。アルプス以北が穀倉地帯で、特に東ヨーロッパ平原が世界有数の小麦の生産地なのに対し、地中海沿岸は主に農業に適さない地中海性気候であり耐干性の樹木性作物の栽培や移牧など地中海式農業が行われている。